# Andoni Luis Aduriz
Andoni Luis Aduriz (San Sebastián, Guipúzcoa, 13 de junio de 1971) es un cocinero español. Al frente del restaurante Mugaritz, es en la actualidad uno de los chefs más creativos e influyentes del panorama internacional. 

## Biografía profesional
Andoni Luis Aduriz nació el 13 de junio de 1971 en San Sebastián, Guipúzcoa, País Vasco, España. Su padre era navarro, mecánico en Tabakalera, y su madre guipuzcoana.
Inició su vida profesional en la cocina de una pizzería, como trabajo de fin de semana o de vacaciones mientras estudiaba. Después de finalizar sus estudios en la Escuela de Hostelería de San Sebastián, trabajó con Ramón Roteta, Hilario Arbelaitz, Jean Poli Neichel, Juan Mari Arzak, Fermín Arrambide y Pedro Subijana entre otros. Durante los años 1993 y 1994 formó parte del equipo de El Bulli, dirigido por Ferran Adriá. En 1996 fue de jefe de cocina con Martín Berasategui. En 1998 empezó su trabajo en solitario en Mugaritz, restaurante que dirige desde entonces y que ha sido galardonado con diferentes premios y reconocimientos. Andoni Luis es claro discípulo de Ferran Adrià. Ha ido desarrollando una cocina característica a la que incorpora, entre otras cosas, una gran cantidad de flores y plantas silvestres fruto de su pasión por la botánica, a la que se suma su interés por la literatura y las artes plásticas.
Ha participado en numerosos congresos nacionales e internacionales, como el World of Flavour, uno de los festivales gastronómicos más importantes de Estados Unidos, en Napa Valley (e.u). También colabora con AZTI, centro especializado en investigación alimentaria en Derio (Vizcaya), que es pionero y referente en el mundo.
El científico y escritor californiano Harold McGee presentó en Mugaritz su último libro La cocina y los alimentos, reconocido como una Biblia de la gastronomía y prologado por Andoni Luis Aduriz.
Mugaritz colabora con el Instituto Ibermática de Innovación en el estudio de la creatividad en el sector de la restauración, del que es fruto el proyecto MIRAC, modelo que evalúa la innovación en el ámbito de la Alta Cocina. En este marco, Andoni lleva impartiendo cursos en la Universidad del País Vasco desde 2005.
Es además miembro de la Junta Directiva de Innobasque, que aglutina a más de 600 personas, formando parte del área de Emprendizaje, equipo rector de máximo nivel, junto a otras 39 personalidades relevantes del mundo social, empresarial, científico, tecnológico e institucional de la CAV.
Desde el año 2018 es presidente de la Comunidad Europea de Cocineros, https://www.euro-toques.es/public_home/ctrl_home.php, organización internacional de cocineros que integra a más de 3.500 profesionales de 18 países, que nació en Bruselas en 1986. a instancias del entonces presidente de la Comunidad Europea, Jacques Delors.
Es creador y promotor de Diálogos de cocina, encuentro internacional bianual organizado por Euro-Toques entre sectores de la alta cocina y la hostelería de calidad junto a contrastados personas del medio, pensadores, redes y diversos grupos de investigación, con el fin de fomentar el intercambio de ideas. Es asimismo artífice de Papeles de Cocina, la publicación oficial de Euro-Toques en España.
En el año 2006 Andoni Luis Aduriz, Joxe Mari Aizega, director del Basque Culinary Center (San Sebastián) y Luis Serrano, director del Centro de Regulación Genómica (Cataluña) impulsaron el proyecto Brainy Tongue, una apuesta por la colaboración entre científicos y cocineros con el fin de adentrarse en los misterios que rigen la percepción y la sensorialidad.
Forma parte del comité técnico de Barcelona Vanguardia, el gran Congreso Internacional de Alimentaria (Salón Internacional de la Alimentación y Bebidas), cita mundial de la alimentación celebrada anualmente en Barcelona.
Andoni Luis Aduriz imparte la primera MasterClass en el programa número 3 de MasterChef de Radiotelevisión Española (RTVE).

## Mugaritz
Su restaurante es Mugaritz, situado en Rentería, Guipúzcoa. Es un caserío en un entorno en plena naturaleza. Mugaritz significa "roble fronterizo" en euskera. Mugaritz tiene un fuerte toque rural, ya que anteriormente fue una lechería. Está considerado uno de los mejores restaurantes de mundo. Desde el año 2006 la revista británica “Restaurant Magazine” lo ha reconocido como uno de los 10 mejores restaurantes del mundo, siendo el único restaurante que se mantiene en la lista de los diez mejores en los últimos diez años. Actualmente, Mugaritz se encuentra en la posición número siete.  Posee dos estrellas Michelín y Tres Soles Repsol, además del reconocimiento de la prensa gastronómica mundial.

## Premios y reconocimientos
Reconocido por la prensa gastronómica mundial como "...el fenómeno gastronómico más importante en el panorama mundial en los últimos tiempos", frecuenta las páginas de revistas tan prestigiosas como la sueca Gourmet, la francesa Gault&Millau, las norteamericanas New York Times Magazine o Saveur, la italiana Gambero Rosso y las japonesas Cuisine Kingdom o Specialités, que dedican gran espacio a profundizar en su tecnología de trabajo y estilo de cocina.
- Es merecedor (2002) del Premio Nacional de Gastronomía.
- La Academia Vasca de Gastronomía le concede el premio "Euskadi" de gastronomía al mejor restaurador (2003).
- La guía Lo Mejor de la Gastronomía lo califica como "Cocinero del año" y "Pastelero del año".
- La guía Michelín le concede su segunda estrella (2005).
- 2006 Premio Cándido a la innovación gastronómica.[11]
- La guía "Campsa" le otorga la máxima calificación de Tres Soles.
- 2007 Premio ONCE de Euskadi Solidario.[12]
- 2008 Medalla de Honor al Mérito. Concedido por el Congreso peruano por su contribución a la difusión de la gastronomía y la cocina de este país latinoamericano, en la III Cumbre Internacional de Gastronomía en Lima.[13]
- 2008 2012 Chef´s Choice Award otorgado por la "Restaurant Magazine"
- 2012 premio Internacional Eckart Witzigmann a la Innovación del 2012[14]
- 2012 premio Fehr a la Empresa Hostelera destacada en innovación[14]
- 2012 premio GQ Hombre del Año Innovación[14]
- 2016 premio ELLE Gourmet Awards a Restaurante de culto.
- 2018 premio a la Gastronomía Saludable (personalidad) por la Real Academia de Gastronomía.
- 2021 Embajador de Buena Voluntad de la Cocina Japonesa por el Ministerio de Agricultura, Silvicultura y Pesca de Japón
- 2021 Premio al mejor cocinero empresario en la XV Edición de los Premios Nacionales de Hostelería de Hostelería España

## Controversias
Un plato ofrecido en su restaurante que simula un feto en su líquido amniótico ha suscitado repulsión por parte de críticos, periodistas y público en general, por fomentar o exponer el canibalismo.

## Libros y documentales
Autor o coautor
- La joven cocina vasca (1996) Hiria liburuak
- El mercado en el plato, (1998) Editorial Lur
- Tabula Huevo, (2000). Colección Tabula - Ixo editorial
- Foie gras, (2002) Colección cuadernos Mugaritz de gastronomía - Ixo editorial
- Tabula bacalao (2003), Editorial Montagud, Barcelona. Elegido como mejor publicación editorial del 2003 por la guía Lo mejor de la gastronomía y el mejor libro del mundo en la categoría de pescados y mariscos del 2003 en el World Cookbook Awards de ese año.
- Clorofilia.(2004) Colección cuadernos Mugaritz de gastronomía - Ixo editorial / Gourmand World Cookbook Awards 2004 / Mejor libro de Chef del mundo / Mejor diseño de libro de cocina del mundo.
- Txikichef. (2006) Hariadna editorial / Mejor libro de cocina familiar y para niños
- Bestiarium gastronomicae (2006). Colección cuadernos Mugaritz de gastronomía - Ixo editorial / Gourmand World Cookbook Awards 2004 / Mejor libro de Chef del mundo / Mejor libro de ilustraciones cocina del mundo.
- Tabula 35mm, (2007). Colección Tabula - Ixo editorial
- Diccionario botánico para cocineros, (2007) Ixo editorial
- La botánica del deseo, (2008)  Prólogo de la edición en castellano del libro de Michael Pollan. Ixo editorial
- Las primeras palabras de la cocina (2009). Colección de cuadernos Mugaritz de gastronomía - Ixo editorial
- Los Bajos de la Alta Cocina (2009). Ixo editorial
- El Dilema del Omnívoro (2011). Prólogo de la edición en castellano del libro de Michael Pollan.'' Ixo editorial
- El Gourmet Extraterrestre, (2011). Editorial Planeta
- Larousse Gastronomique, (2011). Edición revisada y prologada por A.Luis Aduriz. Editorial Larousse
- Innovación abierta y alta cocina, (2011). Ediciones Pirámide
- Mugaritz - A Natural Science of Cooking, (2012). Editorial Phaidon Press
- Cocinar, comer, convivir, (2012). Editorial Destino
- Mugaritz. La cocina como ciencia natural Archivado el 25 de agosto de 2016 en Wayback Machine., (2012). RBA
- Mugaritz BSO, (2012). Ixo producciones.
- Las recetas de mi casa, (2013). Ediciones Destino.
- Cocinar para vivir, (2015). Ediciones Destino.
- Campo a través, (2015). Productores: IXO Producciones, La Fura dels Baus, Euskaltel, Radio Televisión Española.
- Las recetas de mi casa, (2013). Ediciones Destino
- Cocinar para vivir, (2015). Ediciones Destino.
- Mugaritz Puntos de Fuga, (2019). Planeta Gastro

### Artículos y revistas
Su particular visión de la gastronomía y su mirada crítica se reflejan también en los artículos de opinión que escribe semanalmente desde el año 2013 para El País.
- Templo de los sentidos (2008). Andoni Luis Aduriz: DegustArte.en Arketypo: revista de arte, arquitectura y diseño vasco, N.º 12, pags. 152-155 ISSN 1886-4767[16]